# جورج تیلور (بازیکن فوتبال، زاده ۱۹۰۹)
جورج تیلور (انگلیسی: George Taylor؛ زادهٔ ۲۳ آوریل ۱۹۰۹) بازیکن فوتبال اهل اسکاتلند است.
از باشگاه‌هایی که در آن بازی کرده‌است می‌توان به باشگاه فوتبال برنتفورد و باشگاه فوتبال بولتون واندررز اشاره کرد.